# Sérgio Moro

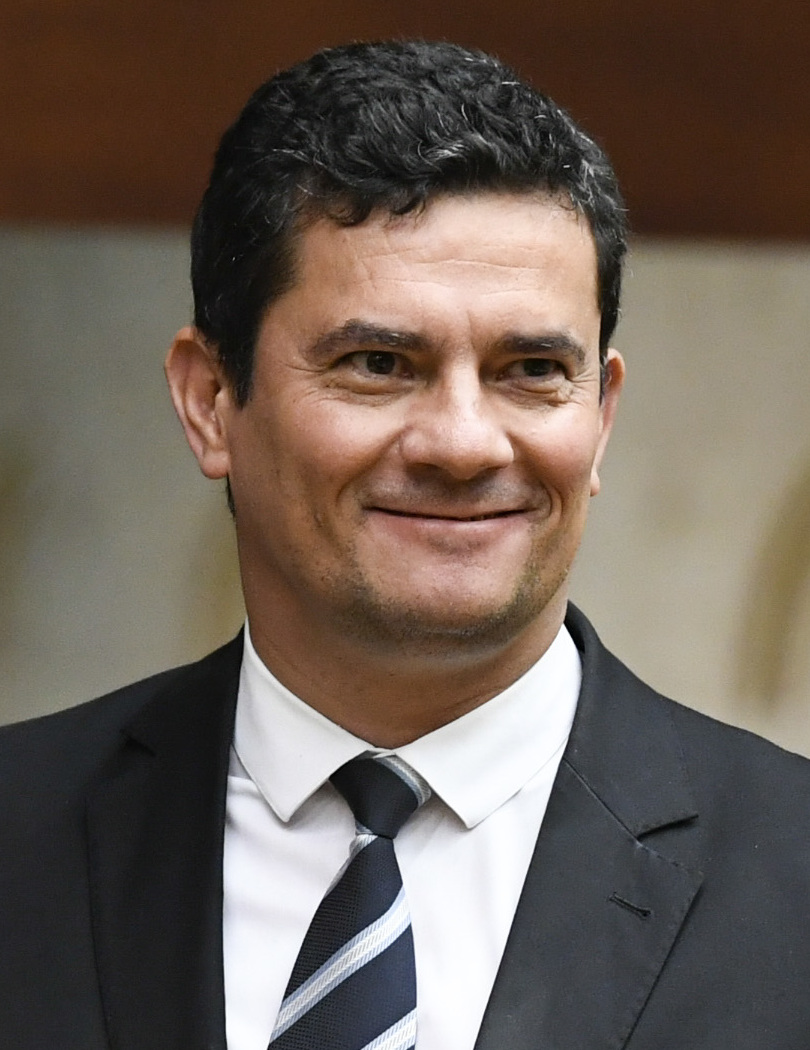
Sérgio Moro (2020)

Sérgio Fernando Moro (* 1. August 1972 in Maringá, Paraná) ist ein brasilianischer Jurist, ehemaliger Bundesrichter, Hochschulprofessor und Politiker. Im Oktober 2022 wurde er zum Mitglied des Bundesrates für Paraná gewählt. Er war unter Präsident Jair Bolsonaro von Januar 2019 bis April 2020 Justizminister des Landes. Für die Präsidentschaftswahl in Brasilien 2022 war er für die Partei Podemos als Vorpräsidentschaftskandidat aufgestellt, wechselte aber als Mitglied und Kandidat am 31. März 2022 zur neuen Partei União Brasil, die am 14. April 2022 jedoch anstelle von Moro den neuen Parteipräsidenten Luciano Bivar zum Präsidentschaftskandidaten wählte.
Moro war seit März 2014 der zuständige Richter in der Bundes-Polizeiaktion „Força Tarefa“ zur Bekämpfung der großen politischen Skandale Brasiliens, der Operation Lava Jato (‚Operation Autowäsche bzw. Hochdruckreiniger‘), in den hochrangige Politiker und Geschäftsleute durch Korruption und Bestechung verwickelt sind. In diesem Zusammenhang verurteilte er erstinstanzlich auch Brasiliens ehemaligen Präsidenten Luiz Inácio da Silva zu einer Freiheitsstrafe von zwölf Jahren, wobei Recherchen durch The Intercept eine Befangenheit Moros und dessen Rechtsmissbrauch dokumentierten. Da Silva selbst wurde nach zwei Jahren aufgrund einer nicht abgeschlossenen zweiten Berufung freigelassen.
Am 30. Oktober 2018 wurde Moro vom designierten Präsidenten Jair Bolsonaro (PSL) als neuer Justizminister Brasiliens nominiert und trat am 1. Januar 2019 sein Amt als Minister für Justiz und Öffentliche Sicherheit im neu gegründeten Ministério da Justiça e Segurança Pública an. Am 24. April 2020 trat er zurück. Er galt als einer von zwei „Superministern“ im Kabinett Bolsonaro sowie als Bindeglied zur gemäßigten Rechten.

## Leben
Moro studierte 1995 Rechtswissenschaften an der Universität von Maringá (UEM). Während des Studiums arbeitete er zwei Jahre in einer Anwaltskanzlei. 1995 schloss er das Studium in Maringá ab. Ab 1996 gab er Kurse an der Universidade Federal do Paraná (Bundesuniversität von Paraná, UFPR) in Curitiba und wurde im selben Jahr Bundesrichter (portugiesisch juiz federal) am Tribunal Regional Federal da 4ª Região in Porto Alegre in Rio Grande do Sul.
Er besuchte im Jahr 1998 in den Vereinigten Staaten ein Ausbildungsprogramm der Harvard Law School für Anwälte (Program of Instruction for Lawyers) und beteiligte sich an vom Außenministerium der Vereinigten Staaten geförderten Studienprogrammen über Geldwäsche. Zwischen 1999 und 2002 war er Vorsitzender Richter der Dritten Bundesstrafkammer in Joinville im Bundesstaat Santa Catarina.
Moro erlangte 2002 den Magister und Doktor in Öffentlichem Recht an der Universidade Federal do Paraná bei dem renommierten Vertragsrechtler Marçal Justen Filho. An dieser Universität unterrichtet er Strafprozessrecht.
Er war über 20 Jahre als Richter tätig, zuletzt als Bundesrichter des 13. Bundesstrafgerichtes von Curitiba, wo er nach Übernahme des Ministerpostens durch den Richter Luiz Antônio Bonat ersetzt wurde.
Vor seinen Aktivitäten als Richter im Fall Operação Lava Jato führte er ab 2003 auch den Fall Banestado, der zur Verurteilung von 97 Personen geführt hatte. Er arbeitete auch an dem Fall Operação Farol da Colina 2004, bei dem 103 Personen verhaftet wurden, die wegen Steuerhinterziehung, Steuerbetrug, Erpressung und Geldwäsche verdächtigt wurden. Im Falle des Mensalão-Skandals bat ihn die Ministerin des Obersten Bundesgerichts (STF), Rosa Weber, den Fall zu übernehmen, nicht zuletzt wegen seiner bekannten Expertise in der Finanzkriminalität und Geldwäsche.

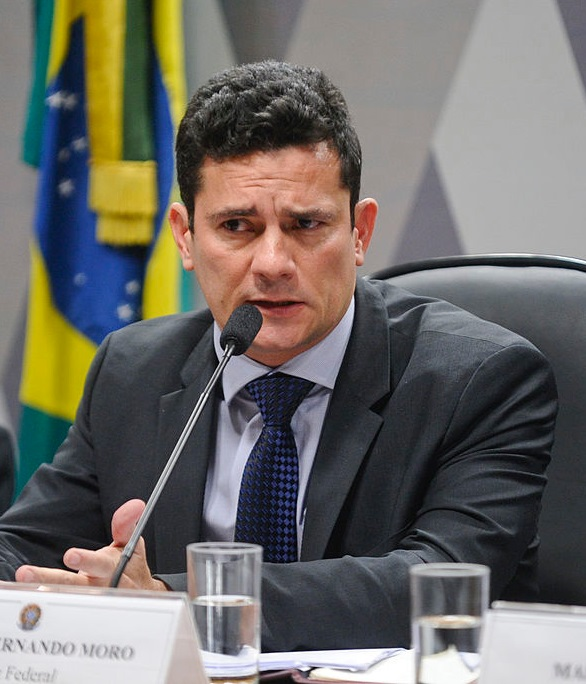
Sérgio Moro (2015)

Von der Zeitschrift Isto É wurde er 2014 zum „Brasilianer des Jahres“ gewählt und gilt laut dem Epoca-Magazin als eine der hundert einflussreichsten Personen Brasiliens im Jahr 2014. In Umfragen von 2014 und 2015 wurde er ebenfalls von dem Nachrichtenmagazin Veja zum „Brasilianer des Jahres“ gekürt und wurde dabei über soziale Netzwerke unter 15 Persönlichkeiten dafür ausgewählt.

### Rechtsmissbrauch als Bundesrichter
Moro wird von unabhängigen Medien Parteinahme und einseitige Ermittlung gegen das Lager der sozialdemokratischen Regierung der PT vorgeworfen. Er gilt als wichtigster Name der Bewegung, die die umstrittene Suspendierung von Präsidentin Dilma Rousseff betrieb.
Am 12. Juli 2017 wurde Ex-Präsident Lula da Silva (PT-Politiker) durch Moro zu neun Jahren und sechs Monaten Haft wegen Korruption und Geldwäsche verurteilt, ein in der brasilianischen Geschichte bisher einmaliger Fall.
Am 24. Januar 2018 verurteilte Moro Lula da Silva wegen Bestechlichkeit und Geldwäsche zu 12 Jahren und einem Monat Gefängnis. Das letztinstanzliche Urteil wurde bestätigt und das Strafmaß sogar noch erhöht. Gegen Moros Vorgehen hatte Lula beim UN-Menschenrechtsausschuss geklagt und Recht bekommen: Am 26. Oktober 2016 erklärte der Rat, dass die Rechte Lulas durch Richter Moro verletzt wurden. Am 8. Juli 2018 ordnete ein Richter die vorläufige Freilassung von Lula an, solange das von diesem angestrengte Berufungsverfahren nicht abgeschlossen sei. Dieses Urteil wurde vom Gerichtspräsidenten rückgängig gemacht, womit Lula per 9. Juli 2018 in Haft blieb.
Am 9. Juni 2019 durch The Intercept (Brasil) veröffentlichte Daten belegen, dass Moro kein Interesse an einem fairen Verfahren hatte und die Verurteilung Lulas anstrebte, um dessen Teilnahme an der Präsidentschaftswahl in Brasilien 2018 zu verhindern. Lula wurde im November 2019 freigelassen, da das Urteil, aufgrund der nicht abgeschlossenen zweiten Berufung, nicht rechtskräftig war.
Am 23. März 2021 urteilte der oberste Gerichtshof Brasiliens, dass Moro im Prozess gegen Lula parteilich beziehungsweise befangen war und hob alle seine Urteile gegen ihn auf.

## Justizminister

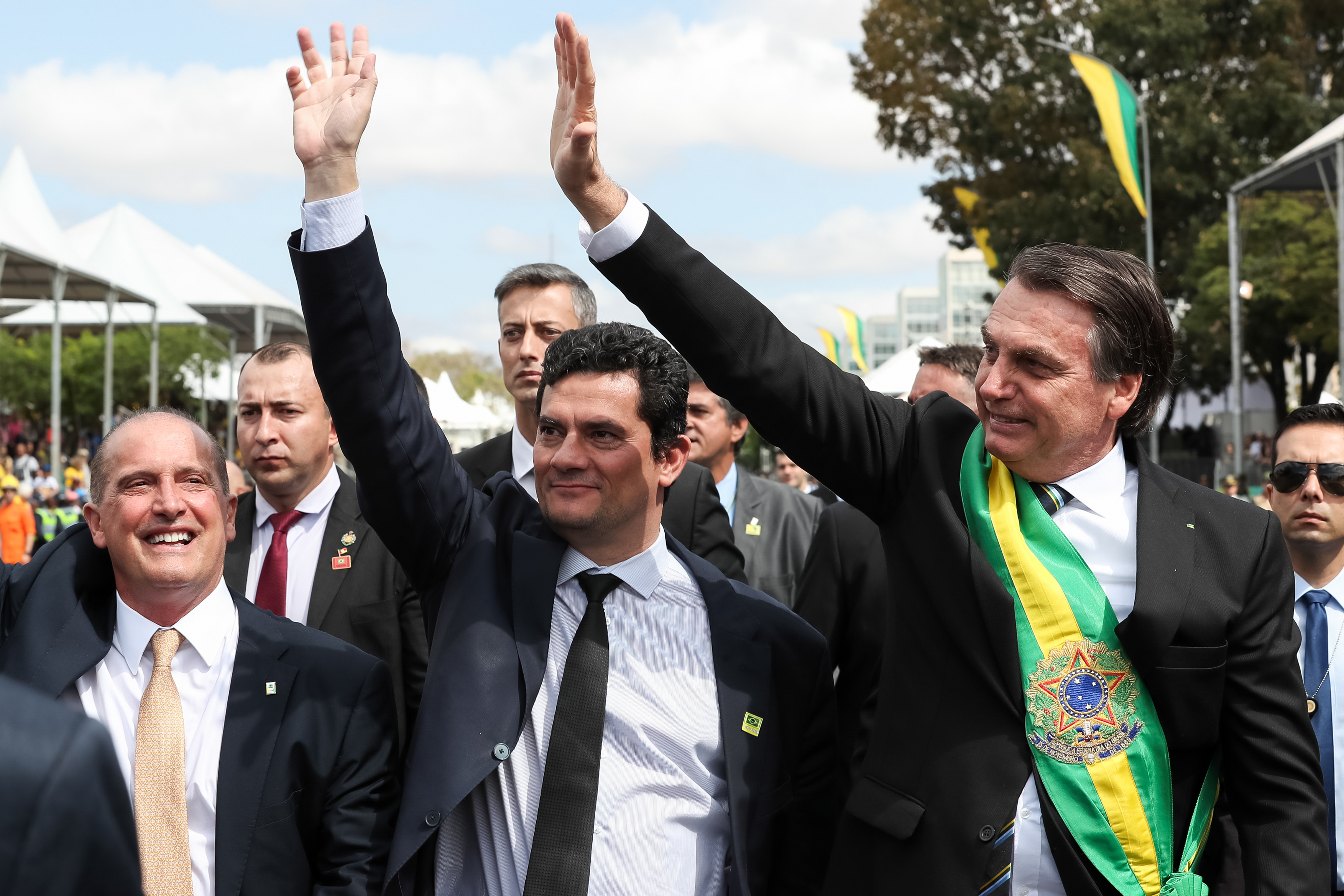
Sérgio Moro (Mitte) mit Präsident Jair Bolsonaro (rechts) bei Feierlichkeiten zum Unabhängigkeitstag (2019)

Vier Tage nach der Präsidentschaftswahl 2018, bei der Jair Bolsonaro gewählt worden war, am 1. November 2018, traf Moro sich mit ihm in Rio de Janeiro. An diesem Tag wurde bekannt gegeben, dass Bolsonaro ihn in seinem Kabinett als Justizminister einsetzen werde. Früher hatte Moro oft betont, kein Interesse daran zu haben, in die Politik zu gehen. Die Ankündigung wurde von anderen Richtern des Landes größtenteils positiv aufgenommen, jedoch wurde in der Presse kritisiert, dass ein Interessenkonflikt bestehe, da Bolsonaros potenzieller Gegner Lula da Silva durch Moros Urteil nicht antreten konnte.
Nachdem Bolsonaro Maurício Valeixo, den Generaldirektor der brasilianischen Bundespolizei, gegen Moros Willen entließ, trat er am 24. April 2020 vom Posten als Justizminister wieder zurück. Er begründete dies mit der zunehmenden Einmischung des Präsidenten in seine Angelegenheiten; ihm sei bei seinem Amtsantritt weitgehende Unabhängigkeit versprochen worden. Moro beschuldigte Bolsonaro, politischen Einfluss auf Ermittlungen nehmen zu wollen. Im Vorfeld hatte die Polizei immer wieder gegen ihn und seine Söhne ermittelt. Bolsonaro widersprach den Angaben Moros; er gab an, „treu an der Seite aller Brasilianer, die der Korruption den Kampf angesagt haben“ zu stehen, und beschuldigte Moro, seine Autorität untergraben zu haben.
Analysten schätzten den Abgang Moros als weiteres Zeichen des Verfalls des Kabinetts Bolsonaro ein, in dem sich jetzt die Machtverhältnisse mehr zu den radikalen Kräften und Militärs verschieben würden. Ein Amtsenthebungsverfahren gegen den Präsidenten werde damit wahrscheinlicher. Moro wurden Ambitionen zugesagt, 2022 selbst zur Präsidentschaftswahl anzutreten.
Zu Moros Nachfolger als Justizminister ernannte Bolsonaro am 28. April 2020 André Luiz de Almeida Mendonça, den bisherigen Bundesstaatsanwalt, der als treu zum Präsidenten gilt.

## Persönliches
Moro ist ein Nachkomme italienischer Einwanderer aus dem Veneto. Sein Vater Dalton Áureo Moro (1943–2005) war Professor für Geographie an der Universität von Maringá, seine Mutter Odete Starke Moro war Portugiesischlehrerin. Moro ist mit der Rechtsanwältin Rosângela Wolff de Quadros Moro verheiratet und hat zwei Kinder.

## Trivia
Von Berufskollegen wird Moro spöttisch «Rei dos Vazamentos» (deutsch: „König der Leaks“) bezeichnet.

## Schriften
- Desenvolvimento e efetivação judicial das normas constitucionais. Max Limonad, São Paulo 2001.
- Legislação suspeita? Afastamento da presunção de constitucionalidade da lei. 2. Auflage. Juruá Editora, Curitiba 2003.
- Jurisdição constitucional como democracia. Editora Revista dos Tribunais, São Paulo 2004.
- Crime de lavagem de dinheiro. Saraiva, São Paulo 2010. (Das Verbrechen der Geldwäsche).